# Gamezebo
Gamezebo (іноді стилізована GameZebo) — це вебсайт, який звітує про відеоігри та оглядає їх. Заснований у 2005 році Джоелом Броді, він був названий першим вебсайтом, який охоплює виключно казуальні ігри, а у 2009 році розширив його сферу діяльності до соціальних ігор. Після того, як у 2016 році Gamezebo була придбана компанією iWin, яка розробляє цінні ігри, дизайн Gamezebo був перероблений і охопив ігри для ПК. Gamezebo базується в Уолнат-Крік, Каліфорнія.

## Історія
Gamezebo було запущено у 2005 році Його заснував Джоел Броді, колишній керівник відділу розвитку бізнесу Yahoo! ігри Броді виявив, що багато видань відеоігор «зверхньо дивляться» на казуальні ігри, і створив вебсайт, щоб переглядати та висвітлювати новини жанру. Він був названий першим вебсайтом, який охоплював виключно казуальні ігри.
У 2007 році Gamezebo та Асоціація казуальних ігор запустили Zeebys, які присуджувалися казуальним іграм. Голосування було відкритим для представників громадськості. У 2008 році вийшла ще одна частина Zebbys, яка вийшла в ефір на Lifetime і була номінована на нагороду Webby за вебсайти, пов'язані з іграми. Gamezebo використовував RSS для своєї стрічки вмісту. У 2009 році Gamezebo розширила сферу діяльності завдяки зростанню популярності соціальних ігор, таких як FarmVille (2009). До лютого 2010 року в ньому працювало двадцять журналістів-фрілансерів. Вебсайт був оновлений у 2014 році.
У 2015 році головний редактор Джим Сквайрс розповів MacRumors, що Gamezebo відчуває труднощі, оскільки більші мобільні розробники відходять від традиційної реклами. У березні 2016 року Gamezebo була придбана компанією iWin, що займається розробкою казуальних ігор. Невдовзі він запустив ще один редизайн, покращивши навігацію та розширивши охоплення до комп'ютерних ігор.

### Зміст
Стаття в Games and Culture виявила, що Gamezebo обслуговує ширшу аудиторію, ніж інші сайти новин про відеоігри. На відміну від вебсайтів, орієнтованих на «основних геймерів», таких як Kotaku та TouchArcade, які також охоплюють виключно мобільні ігри, Gamezebo не маргіналізував мобільні ігри у своєму висвітленні.

## Організація
Gamezebo, Inc. розташована в Уолнат-Крік, Каліфорнія. Його головним редактором є Джим Сквайрс.

## Відомі учасники
Джастін МакЕлрой, подкастер і співзасновник Polygon